# Kurzyny
Kurzyny – wieś w Polsce położona w województwie podlaskim, w powiecie wysokomazowieckim, w gminie Kobylin-Borzymy.
W latach 1975–1998 miejscowość administracyjnie należała do województwa łomżyńskiego.
Wierni kościoła rzymskokatolickiego należą do parafii św. Stanisława Biskupa i Męczennika w Kobylinie-Borzymach.

## Historia
Według Zygmunta Glogera wieś wzmiankowana w dokumentach w roku 1473. W I Rzeczypospolitej Kurzyny należały do ziemi bielskiej.
Słownik geograficzny Królestwa Polskiego pod koniec XIX w. wymienia Kurzyny jako wieś szlachecką w powiecie mazowieckim, gmina Piszczaty, parafia Kobylin.
W roku 1921 było tu 8 budynków z przeznaczeniem mieszkalnym i 1 inny zamieszkały oraz 58 mieszkańców (29 mężczyzn i 29 kobiet). Wszyscy podali narodowość polską i wyznanie rzymskokatolickie.

## Obiekty zabytkowe
- krzyż przydrożny, żeliwny z końca XIX w.[10]